# Jay Russell
Jay Russell (North Little Rock, 10 gennaio 1960) è un regista statunitense.
In attività dal 1987, ha diretto una decina di film, anche televisivi e alcuni indipendenti.
Tra le sue pellicole più note Squadra 49 (2004), con John Travolta e Joaquin Phoenix e il fantasy, The Water Horse - La leggenda degli abissi, adattatamento del romanzo di Dick King-Smith.

## Filmografia parziale
- Fine della linea (End of the Line) (1987)
- Il mio cane Skip (My Dog Skip) (2000)
- Tuck Everlasting - Vivere per sempre (Tuck Everlasting) (2002)
- Squadra 49 (Ladder 49) (2004)
- The Water Horse - La leggenda degli abissi (The Water Horse: Legend of the Deep) (2007)
- Whole Lotta Sole (2012)